# 和泉砂川駅
和泉砂川駅（いずみすながわえき）は、大阪府泉南市信達牧野にある、西日本旅客鉄道（JR西日本）阪和線の駅である。駅番号はJR-R48。なお、当駅は長滝〜六十谷間の各駅に対する管理駅であったが、2025年6月1日の組織再編により、和泉砂川駅は和泉府中統括駅の被管理駅となった。なお、紀伊・六十谷駅に関しては和歌山統括駅管内となった。

## 概要
泉南市の代表駅で、快速列車は全列車が停車し、特急列車も一部列車が停車する。
大雨などで大阪府と和歌山県の府県境が不通になった時、当駅〜和歌山駅間で運転を取りやめ、折り返し運転をすることがある。

## 歴史

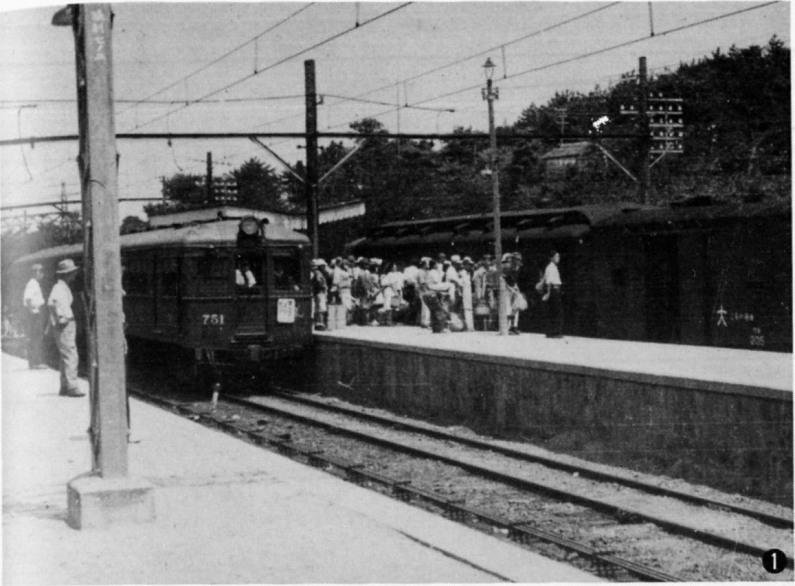
昭和21年の和泉砂川駅構内

- 1930年（昭和5年）6月16日：阪和電気鉄道の和泉府中駅 - 阪和東和歌山駅（現在の和歌山駅）間延伸時に、信達駅（しんだちえき）として開業[3]。
- 1932年（昭和7年）：阪和砂川駅（はんわすながわえき）に改称。
- 1933年（昭和8年）3月16日：裏駅舎新設願届出[4]。
- 1937年（昭和12年）
  - 上半期：ホーム延長[5]。
  - 時期不詳：東口開設[6]。
- 1940年（昭和15年）12月1日：阪和電気鉄道が南海鉄道に吸収合併され、南海山手線の駅となる[7]。
- 1941年（昭和16年）8月1日：砂川園駅（すながわえんえき）に改称[8]。
- 1944年（昭和19年）5月1日：戦時買収により国有化され、運輸通信省（国鉄）阪和線の駅となる[7][9]。同時に和泉砂川駅に改称[9]。
- 1981年（昭和56年）11月1日：貨物の取り扱いが廃止[10]。
- 1985年（昭和60年）3月14日：荷物扱い廃止[10]。
- 1987年（昭和62年）4月1日：国鉄分割民営化により、西日本旅客鉄道（JR西日本）の駅となる[7][10]。
- 1993年（平成5年）7月1日：阪和線運行管理システム（初代）導入。
- 1998年（平成10年）6月20日：自動改札機を設置し、供用開始[11]。
- 2003年（平成15年）11月1日：ICカード「ICOCA」の利用が可能となる[12]。
- 2011年（平成23年）3月12日：一部の特急列車について当駅停車が新たに設定される[13]
- 2013年（平成25年）9月28日：阪和線運行管理システムを2代目のものに更新。
- 2018年（平成30年）3月17日：駅ナンバリングが導入され、使用を開始。
- 2019年（平成31年）3月31日：この日をもって東口のみどりの窓口の営業を終了[要出典]。
- 2022年（令和4年）
  - 3月18日：この日をもって西口のみどりの窓口の営業を終了[14]。
  - 3月19日：みどりの券売機プラスが稼働[14]。東口（2012年3月）

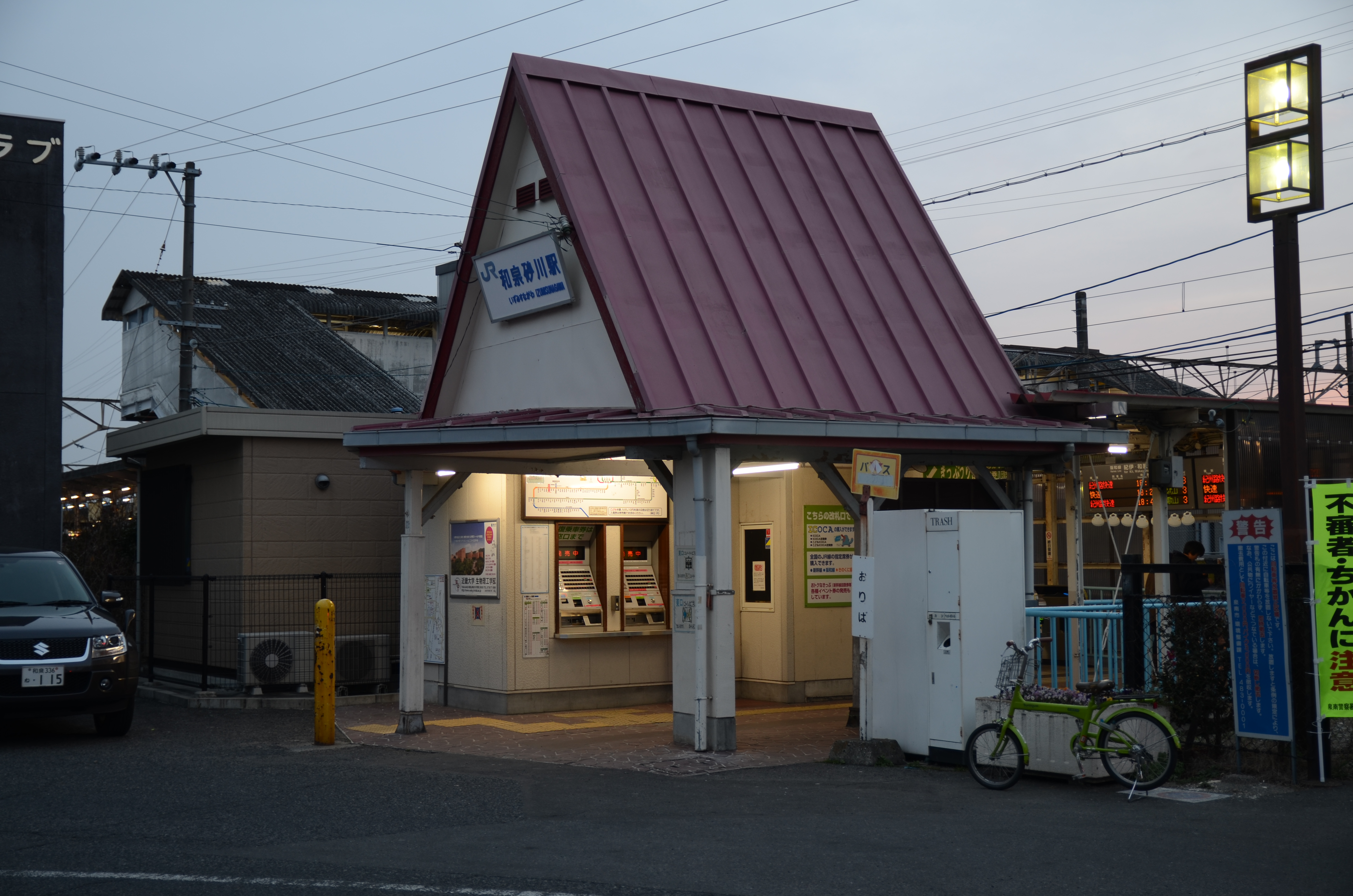
東口（2012年3月）

## 駅構造
島式ホーム2面4線を持つ、待避設備を備えた地上駅になっている。西口・東口双方に、古くこぢんまりした駅舎があり、ホームへは日根野寄りの跨線橋で結ばれている。東口の駅舎は阪和電気鉄道に特徴的な三角屋根を持っており、その多くが姿を消した中では貴重な現存例である。
バリアフリー対応として、各ホームにエレベーターと駅舎内に多目的トイレが設置されている。
直営駅であり、ICカード「ICOCA」を利用することができる（相互利用可能ICカードはICOCAの項を参照）。

### のりば
| のりば | 路線   | 方向 | 行先                             | 備考          |
| ------ | ------ | ---- | -------------------------------- | ------------- |
| 1・2   | 阪和線 | 上り | 関西空港・日根野・鳳・天王寺方面 | 一部4番のりば |
| 3・4   | 阪和線 | 下り | 紀伊・和歌山方面                 |               |

- 当駅始発の日根野・天王寺方面行きの列車は、4番のりばから発車する。
- 2番・3番のりばが本線、1番・4番のりばが待避線である。

## 利用状況
2023年（令和5年）度の1日平均乗車人員は3,634人である。天王寺方面への中距離通勤・通学利用が多く、当駅に停車する特急「くろしお」で天王寺方面へ向かう利用者もいる。また隣接している和歌山県岩出市からの利用者も多い。
各年度の1日の平均乗車人員は以下の通りである。
| 年度               | 1日平均 乗車人員 | うち定期 | 定期率 | 出典          |
| ------------------ | ---------------- | -------- | ------ | ------------- |
| 1988年（昭和63年） | 6,073            | 4,644    | 76.5%  | [ 大阪府 1 ]  |
| 1989年（平成元年） | 6,117            | 4,673    | 76.4%  | [ 大阪府 1 ]  |
| 1990年（平成02年） | 6,198            | 4,739    | 76.5%  | [ 大阪府 2 ]  |
| 1991年（平成03年） | 6,176            | 4,703    | 76.1%  | [ 大阪府 3 ]  |
| 1992年（平成04年） | 6,268            | 4,786    | 76.4%  | [ 大阪府 4 ]  |
| 1993年（平成05年） | 6,246            | 4,789    | 76.7%  | [ 大阪府 5 ]  |
| 1994年（平成06年） | 6,201            | 4,770    | 76.9%  | [ 大阪府 6 ]  |
| 1995年（平成07年） | 6,161            | 4,746    | 77.0%  | [ 大阪府 7 ]  |
| 1996年（平成08年） | 6,156            | 4,725    | 76.8%  | [ 大阪府 8 ]  |
| 1997年（平成09年） | 5,852            | 4,512    | 77.1%  | [ 大阪府 9 ]  |
| 1998年（平成10年） | 5,824            | 4,506    | 77.4%  | [ 大阪府 10 ] |
| 1999年（平成11年） | 5,655            | 4,359    | 77.1%  | [ 大阪府 11 ] |
| 2000年（平成12年） | 5,544            | 4,296    | 77.5%  | [ 大阪府 12 ] |
| 2001年（平成13年） | 5,498            | 4,263    | 77.5%  | [ 大阪府 13 ] |
| 2002年（平成14年） | 5,432            | 4,237    | 78.0%  | [ 大阪府 14 ] |
| 2003年（平成15年） | 5,417            | 4,252    | 78.5%  | [ 大阪府 15 ] |
| 2004年（平成16年） | 5,310            | 4,158    | 78.3%  | [ 大阪府 16 ] |
| 2005年（平成17年） | 5,215            | 4,067    | 78.0%  | [ 大阪府 17 ] |
| 2006年（平成18年） | 5,208            | 4,052    | 77.8%  | [ 大阪府 18 ] |
| 2007年（平成19年） | 5,198            | 4,047    | 77.9%  | [ 大阪府 19 ] |
| 2008年（平成20年） | 5,123            | 3,971    | 77.5%  | [ 大阪府 20 ] |
| 2009年（平成21年） | 4,858            | 3,753    | 77.3%  | [ 大阪府 21 ] |
| 2010年（平成22年） | 4,725            | 3,618    | 76.6%  | [ 大阪府 22 ] |
| 2011年（平成23年） | 4,577            | 3,520    | 76.9%  | [ 大阪府 23 ] |
| 2012年（平成24年） | 4,520            | 3,456    | 76.5%  | [ 大阪府 24 ] |
| 2013年（平成25年） | 4,557            | 3,481    | 76.4%  | [ 大阪府 25 ] |
| 2014年（平成26年） | 4,406            | 3,381    | 76.7%  | [ 大阪府 26 ] |
| 2015年（平成27年） | 4,446            | 3,401    | 76.5%  | [ 大阪府 27 ] |
| 2016年（平成28年） | 4,410            | 3,395    | 77.0%  | [ 大阪府 28 ] |
| 2017年（平成29年） | 4,313            | 3,314    | 76.8%  | [ 大阪府 29 ] |
| 2018年（平成30年） | 4,276            | 3,303    | 77.2%  | [ 大阪府 30 ] |
| 2019年（令和元年） | 4,166            | 3,215    | 77.2%  | [ 大阪府 31 ] |
| 2020年（令和02年） | 3,346            | 2,754    | 82.3%  | [ 大阪府 32 ] |
| 2021年（令和03年） | 3,420            | 2,786    | 81.5%  | [ 大阪府 33 ] |
| 2022年（令和04年） | 3,622            | 2,857    | 78.9%  | [ 大阪府 34 ] |
| 2023年（令和05年） | 3,634            | 2,793    | 76.9%  | [ 大阪府 35 ] |

## 駅周辺
周囲にはかつて砂川遊園が存在した。
- マツゲン 和泉砂川店
- 海会寺跡
- 泉南市立信達中学校
- 大阪府立泉南支援学校
- 大阪府立すながわ高等支援学校
- 古代史博物館
- 長慶寺
- 林昌寺
- 往生院
- 一岡神社
- 岡中鎮守社
- 厩戸王子跡
- 市場稲荷神社
- 池田泉州銀行泉南支店（旧泉州銀行店舗）
- 泉南ショッピングセンター
  - ラ・ムー泉南店
- 御旅所跡（小さな公園に大きな鳥居が立っている）
- 和泉南病院（9:00～11:30に無料送迎バスあり）

## バス路線
「砂川駅前」停留所にて、以下の路線バスやコミュニティバスが発着する。
- 和歌山バス那賀
  - 岩出樽井・りんくう線（特急）：樽井駅前 / 岩出駅前（岩出りんくう線のりんくうタウン駅前行きに乗車することは可能だが、樽井駅前までしか乗車できない。そのため、バス停時刻表や行先表示は樽井駅前となっている）
- 泉南市コミュニティバス（さわやかバス）
  - 岡田A・B回り
  - 一丘A・B回り
  - 新家A・B回り
  - 砂川A・B回り
  - 山回り
  - 南A・B回り
  - 朝・一丘回り
  - 朝・新家回り（第3便のみ）

## 隣の駅
西日本旅客鉄道（JR西日本）
 阪和線
- 特急「くろしお」一部停車駅

■快速・■直通快速（平日朝上りのみ運転）・■紀州路快速（朝の下りの一部）
日根野駅 (JR-R45) - 和泉砂川駅 (JR-R48) - 紀伊駅 (JR-R51)
■紀州路快速（上記以外の列車）・■区間快速（平日のみ運転）・■普通
新家駅 (JR-R47) - 和泉砂川駅 (JR-R48) - 和泉鳥取駅 (JR-R49)

### 記事本文

### 利用状況
1. ↑  大阪府統計年鑑 - 大阪府

大阪府統計年鑑
1. 1 2  大阪府統計年鑑（平成2年） (PDF)
2. ↑  大阪府統計年鑑（平成3年） (PDF)
3. ↑  大阪府統計年鑑（平成4年） (PDF)
4. ↑  大阪府統計年鑑（平成5年） (PDF)
5. ↑  大阪府統計年鑑（平成6年） (PDF)
6. ↑  大阪府統計年鑑（平成7年） (PDF)
7. ↑  大阪府統計年鑑（平成8年） (PDF)
8. ↑  大阪府統計年鑑（平成9年） (PDF)
9. ↑  大阪府統計年鑑（平成10年） (PDF)
10. ↑  大阪府統計年鑑（平成11年） (PDF)
11. ↑  大阪府統計年鑑（平成12年） (PDF)
12. ↑  大阪府統計年鑑（平成13年） (PDF)
13. ↑  大阪府統計年鑑（平成14年） (PDF)
14. ↑  大阪府統計年鑑（平成15年） (PDF)
15. ↑  大阪府統計年鑑（平成16年） (PDF)
16. ↑  大阪府統計年鑑（平成17年） (PDF)
17. ↑  大阪府統計年鑑（平成18年） (PDF)
18. ↑  大阪府統計年鑑（平成19年） (PDF)
19. ↑  大阪府統計年鑑（平成20年） (PDF)
20. ↑  大阪府統計年鑑（平成21年） (PDF)
21. ↑  大阪府統計年鑑（平成22年） (PDF)
22. ↑  大阪府統計年鑑（平成23年） (PDF)
23. ↑  大阪府統計年鑑（平成24年） (PDF)
24. ↑  大阪府統計年鑑（平成25年） (PDF)
25. ↑  大阪府統計年鑑（平成26年） (PDF)
26. ↑  大阪府統計年鑑（平成27年） (PDF)
27. ↑  大阪府統計年鑑（平成28年） (PDF)
28. ↑  大阪府統計年鑑（平成29年） (PDF)
29. ↑  大阪府統計年鑑（平成30年） (PDF)
30. ↑  大阪府統計年鑑（令和元年） (PDF)
31. ↑  大阪府統計年鑑（令和2年） (PDF)
32. ↑  大阪府統計年鑑（令和3年） (PDF)
33. ↑  大阪府統計年鑑（令和4年） (PDF)
34. ↑  大阪府統計年鑑（令和5年） (PDF)
35. ↑  大阪府統計年鑑（令和6年） (PDF)